# Acremonium ugandense
Acremonium ugandense är en svampart som beskrevs av Matsush. 1985. Acremonium ugandense ingår i släktet Acremonium, ordningen köttkärnsvampar, klassen Sordariomycetes, divisionen sporsäcksvampar och riket svampar.   Inga underarter finns listade i Catalogue of Life.